# Чернігівський професійний будівельний ліцей
Чернігівський професійний будівельний ліцей — навчальний заклад у місті Чернігові, що здійснює підготовку фахівців за рядом будівельних спеціальностей.

## Історія
Чернігівський професійний будівельний ліцей веде свою історію з 1944 року.
Згідно з рішенням Міністерства трудових резервів України, від 15 серпня 1944 року, в місті Чернігові були засновані школи ФЗН № 1 і № 3.
31 січня 1962 року школа ФЗН № 1 перейменована у міське професійно-технічне училище № 20, а школа ФЗН № 3 у міське професійно-технічне училище № 22. 2 вересня 1969 року, згідно з наказом № 10 Чернігівського обласного управління освіти України міське профтехучилище № 20 перейменоване у професійно-технічне училище № 4, а міське профтехучилище № 22 у професійно-технічне училище № 3.
Разом вони підготували близько 30 тисяч кваліфікованих спеціалістів будівельних професій, які відіграли велику роль у відбудові післявоєнного Чернігова та інших міст і сіл області.
У 1986 році ПТУ № 3 і ПТУ № 4 було об'єднано в ПТУ № 18, для якого збудовано типовий навчальний корпус, оснащений всім необхідним устаткуванням і обладнанням для підготовки висококваліфікованих робітників. Перший набір становив 667 осіб за всіма будівельними професіями.
Рішенням Чернігівського обласного управління освіти і науки від 10 липня 2000 року № 56-к до професійно-технічного училища № 18 було приєднане професійно-технічне училище № 10.

## Перелік професій
- Муляр; монтажник з монтажу сталевих та залізобетонних конструкцій; електрозварник ручного зварювання.
- Столяр будівельний; різальник по дереву та бересті.
- Штукатур; лицювальник-плиточник; маляр.
- Штукатур; монтажник гіпсокартонних конструкцій; маляр.
- Муляр; штукатур.
- Столяр будівельний; тесляр.
- Монтажник технологічного устаткування та пов'язаних з ним конструкцій електрозварник ручного зварювання.
- Електрозварник; електрозварник на автоматичних та напівавтоматичних машинах.
- Електромонтер освітлення та освітлювальних мереж; Електромонтер силових мереж та електроустаткування.

## Російсько-українська війна
Відкрита меморіальна дошка в Чернігівському професійному будівельному ліцеї на честь випускників Максима Головатого, Максима Коваля, Євгена Кравченка, Геннадія Куца, Анатолія Сокирка, Сергія Петрика. Випускником є також старший солдат Денис Гултур.